# Klaudia Siciarz
Klaudia Siciarz (15 de marzo de 1998) es una deportista de Polonia que compite en atletismo. Ganó una medalla de plata en el Campeonato Europeo de Atletismo Sub-23 de 2019, en la prueba de 100 m vallas.